# Consolatio ad Marciam
La Consolatio ad Marciam è un'opera di Seneca indirizzata a Marcia, figlia del senatore e storico Cremuzio Cordo, che non si era rassegnata alla perdita di suo figlio Metilio, morto in giovane età e bellissimo giovane. L'opera, appartenente al genere della consolatio, vuole muovere una riflessione sul tema del suicidio e più in generale della morte. Consolando Marcia per la scomparsa del figlio, Seneca celebra indirettamente l'opera dello storico Cremuzio Cordo, gli Annales, in cui venivano esaltati Bruto e Cassio, gli uccisori di Cesare. Tiberio disapprovò l'opera e ne bruciò tutte le copie. L'unica copia rimasta era posseduta dalla figlia di Cordo, Marcia, che la ripubblicò sotto l'imperatore Caligola.
Seneca cita a Marcia gli esempi di  Ottavia e Livia, di Ottaviano Augusto e di altri uomini famosi che persero prematuramente i figli su cui avevano posto tante speranze. Si rifà infine anche a Cicerone, in particolare prendendo spunto dal Somnium Scipionis invitando Marcia a non pensare ai morti e al sepolcro, ma di volgersi invece a pensare alle anime dei suoi cari, il padre e il figlio abbracciati assieme, assunti tra gli astri celesti, a cui sono mostrati i pianeti e le costellazioni e che godranno di uno spettacolo magnifico e di una pace serena per un tempo lunghissimo, fino al termine del volgersi dell'universo.